# 新舘村 (福島県相馬郡)
新舘村（にいたてむら）は、昭和17年（1942年）まで福島県相馬郡西部にあった村。現在の飯舘村草野・芦原・伊丹沢・小宮・関沢・沼平・深谷・八木沢にあたる。

## 地理
- 河川：新田川
- 山岳：クビカケ森、二ッ森、矢岳山

## 歴史
- 明治22年（1889年）4月1日 - 町村制施行にともない、草野村・蘆股村・伊丹沢村・小宮村・関沢村・沼平村・深谷村・八木沢村の計8か村が合併して行方郡新舘村が発足。大須村と組合村を形成。
- 明治29年（1896年）4月1日 - 行方郡と宇多郡が合併して相馬郡が発足。相馬郡新舘村となる。
- 昭和17年（1942年）4月1日 - 大須村と合併し、大舘村となる。

## 行政
- 歴代村長

新舘・大須組合村長
| 代 | 氏名         | 就任                       | 退任                      | 備考 |
| -- | ------------ | -------------------------- | ------------------------- | ---- |
| 1  | 杉安清       | 明治22年（1889年）         |                           |      |
| 2  | 大和田近之進 | 明治30年（1897年）         |                           |      |
| 3  | 長沢義正     | 明治34年（1901年）         |                           |      |
| 4  | 菊池政之進   | 明治36年（1903年）         |                           |      |
| 5  | 伊東詳実     | 明治39年（1906年）         |                           |      |
| 6  | 結城円太郎   | 大正8年（1919年）          |                           |      |
| 7  | 杉本忠五郎   | 大正12年（1923年）         |                           |      |
| 8  | 佐藤元三郎   | 昭和2年（1927年）          |                           |      |
| 9  | 脇本豹申     | 昭和4年（1929年）          |                           |      |
| 10 | 宇佐美祐忠   | 昭和8年（1932年）          |                           |      |
| 11 | 阿部康信     | 昭和12年（1937年）         |                           |      |
| 12 | 志賀豊治郎   | 大正元年（1912年）10月18日 |                           |      |
| 13 | 佐藤章       | 大正13年（1923年）9月8日   |                           |      |
| 14 | 久米耕造     | 昭和9年（1934年）10月28日  | 昭和17年（1942年）3月31日 |      |